# Saint-Eutrope

Saint-Eutrope este o comună în departamentul Charente, Franța. În 1 ianuarie 2018 avea o populație de 168 de locuitori.